# (3965) Konopleva
(3965) Konopleva es un asteroide perteneciente al cinturón de asteroides, descubierto el 8 de noviembre de 1975 por Nikolái Stepánovich Chernyj desde el Observatorio Astrofísico de Crimea (República de Crimea).

## Designación y nombre
Designado provisionalmente como 1975 VA9. Fue nombrado Konopleva en honor a la astrónoma rusa Valentina Petrovna Konopljova.